# Sylvia Miles
Sylvia Miles, geboren als Sylvia Reuben Lee (New York, 9 september 1924 - New York ,12 juni 2019), was een Amerikaans actrice. Zij werd voor een Academy Award genomineerd in 1970 voor haar bijrol als Cass in Midnight Cowboy en nogmaals in 1976 voor die als Jessie Halstead Florian in Farewell, My Lovely.
Miles' carrière begon op het toneel in A Stone for Danny Fisher (1954). Ze maakte in 1960 haar film- en acteerdebuut als Sadie in het zwart-witte Murder, Inc.. Dat bleek het eerste van meer dan 25 personages die ze speelde op het witte doek. Miles was op televisie te zien in eenmalige gastrollen in onder meer Car 54, Where Are You?, The Defenders, Miami Vice, The Equalizer, One Life to Live en Sex and the City.
Miles was drie keer getrouwd. Van 1948 tot en met 1950 met William Miles, van 1952 tot en met 1958 met acteur Gerald Price en van 1963 tot en met 1970 met radiopresentator Ted Brown. Ze overleed op 12 juni 2019 in Manhattan, New York. Ze werd 94 jaar.

## Filmografie
*Exclusief één televisiefilm
| - Wall Street: Money Never Sleeps (2010) - Go Go Tales (2007) - Rose's (2003) - High Times Potluck (2002) - The Boys Behind the Desk (2000) - Denise Calls Up (1995) - She-Devil (1989) - Spike of Bensonhurst (1988) - Crossing Delancey (1988) - Wall Street (1987) - Sleeping Beauty (1987) - Critical Condition (1987) - Evil Under the Sun (1982) - The Funhouse (1981) | - Zero to Sixty (1978) - Shalimar (1978) - The Sentinel (1977) - The Great Scout & Cathouse Thursday (1976) - 92 in the Shade (1975) - Farewell, My Lovely (1975) - Heat (1972) - Who Killed Mary What's 'Er Name? (1971) - The Last Movie (1971) - Midnight Cowboy (1969) - Terror in the City (1964) - Violent Midnight (1963) - Parrish (1961) - Murder, Inc. (1960) |

- Bibliothèque nationale de France: cb13897512w (data)
- Gemeinsame Normdatei: 118863691X
- International Standard Name Identifier: 0000 0001 1950 8355
- Library of Congress Control Number: nr98013258
- Nationale Bibliotheek van Israël: 987007437288805171
- SNAC: w6qd2vk6
- Virtual International Authority File: 68841911
- WorldCat: E39PCjHCXRCpcJhc9vMTqXHcj3